# Ellisella rubra
Ellisella rubra is een zachte koraalsoort uit de familie Ellisellidae. De koraalsoort komt uit het geslacht Ellisella. Ellisella rubra werd in 1889 voor het eerst wetenschappelijk beschreven door Wright & Studer. 